# Aeródromo Licán
El Aeródromo Licán (OACI: SCYL), es un terminal aéreo ubicado junto a la localidad de Puyehue, Provincia de Osorno, Región de Los Lagos, Chile. Es de propiedad privada.